# Ojo por ojo
 (срп. Око за око) колумбијско-америчка је теленовела, продукцијске куће Телемундо, снимана 2010.

## Синопсис
Убијени припадник породице Монсалве умро је на рукама свог рођака Нанда Барагана и својом смрћу проузроковао сурови рат, започевши тако причу о освети и бескрајној мржњи две породице - јер крв се плаћа крвљу.
Незасита жеђ за осветом и ланац убистава обележиће прошлост и садашњост ривала заклетих на смрт. У земљи где правда није ништа друго него питање части, мржња између непријатеља јача када једни другима постану конкуренција у прљавим пословима, али и у љубави.
Рат који је започет у име достојанства и у част презимена кулминираће када Нандо открије да је једина жена коју је волео сада део породице Монсалве. Куне се да ће је повратити тако што ће убити њеног мужа - свог непријатеља, а сада и ривала у љубави.
Мани и Нандо улазе у рат због жене, не знајући да ће њихови осветнички планови бити пољуљани када се млади нараштаји двеју породица безндадежно заљубе једно у друго. Надија y Арканхел упуштају се у причу о забрањеној љубави, сложни у намери да победе бесмислену освету која је надвладала време и простор. Колико далеко ће бити спремни да оду како би могли слободно да се воле?

## Улоге
| Глумац:                 | Улога:                          |
| ----------------------- | ------------------------------- |
| Мигел Варони            | Нандо Бараган                   |
| Габи Еспино             | Алина Херико де Монсалве        |
| Грегорио Пернија        | Мани Монсалве                   |
| Кармен Виљалобос        | Надија Монсалве                 |
| Гонзало Гарсија Виванко | Арканхел Бараган                |
| Рамиро Менесес          | Фернели                         |
| Сара Коралес            | Карина                          |
| Марсело Сезан           | Наркизо Бараган                 |
| Оскар Борда             | Тин Пујуа                       |
| Клаудија Морено         | Магдалена Барагон               |
| Инес Овиједо            | Милена                          |
| Мануел Хосе Чавез       | Уго Монсалве                    |
| Емерсон Јањез           | Симон                           |
| Северина Бараган        | Карина                          |
| Ана Солер               | Ла Мона Бараган                 |
| Хуан Карлос Варгас      | Фрепе Монсалве                  |
| Линда Балдрић           | Лорена                          |
| Ектор Гарсија           | Рака Бараган                    |
| Валерија Чаги           | Надија Монсалве (као девојчица) |